# Buire-Courcelles
Pour les articles homonymes, voir Buire (homonymie) et Courcelles.
Buire-Courcelles est une commune française située dans le département de la Somme en région Hauts-de-France.

## Géographie

### Localisation

#### Communes limitrophes
| Bussu  | Driencourt       | Templeux-la-Fosse |
| Doingt | Buire-Courcelles | Tincourt-Boucly   |
|        | Cartigny         |                   |

À environ 5 km à l'est de Péronne, le village est accessible par la route départementale 199 et la route départementale 6.

### Hydrographie

#### Réseau hydrographique
La commune est située dans le bassin Artois-Picardie. Elle est drainée par la Cologne, la rivière Neuve et un autre petit cours d'eau.
La Cologne, d'une longueur de 23 km, prend sa source dans la commune de Hargicourt et se jette  dans la Somme dans la commune de Doingt, face à Péronne.

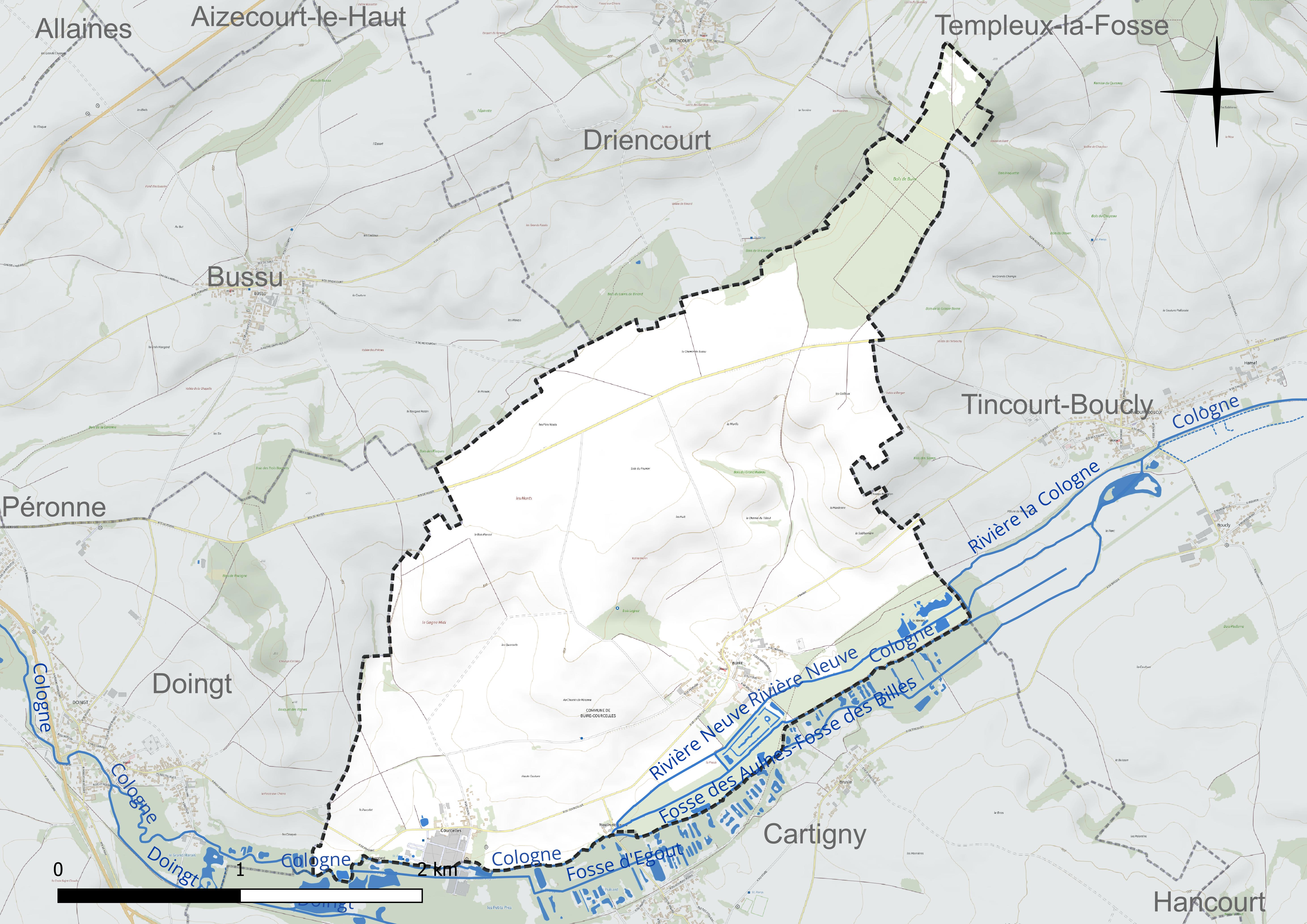
Réseau hydrographique de Buire-Courcelles.

#### Gestion et qualité des eaux
Le territoire communal est couvert par le schéma d'aménagement et de gestion des eaux (SAGE) « Haute Somme ». Ce document de planification concerne un territoire de 1 798 km2 de superficie, délimité par le bassin versant de la Haute Somme est constitué d'un réseau hydrographique complexe de cours d'eau, de marais, d'étangs et de canaux. Le périmètre a été arrêté le 21 avril 2006 et le SAGE proprement dit a été approuvé le 15 juin 2017. La structure porteuse de l'élaboration et de la mise en œuvre est le syndicat mixte d'aménagement hydraulique du bassin versant de la Somme (AMEVA).
La qualité des cours d'eau peut être consultée sur un site dédié géré par les agences de l'eau et l'Agence française pour la biodiversité.

### Climat
Pour des articles plus généraux, voir Climat des Hauts-de-France et Climat de la Somme.
En 2010, le climat de la commune est de type climat océanique dégradé des plaines du Centre et du Nord, selon une étude du CNRS s'appuyant sur une série de données couvrant la période 1971-2000. En 2020, Météo-France publie une typologie des climats de la France métropolitaine dans laquelle la commune est exposée à un climat océanique et est dans la région climatique Nord-est du bassin Parisien, caractérisée par un ensoleillement médiocre, une pluviométrie moyenne régulièrement répartie au cours de l'année et un hiver froid (3 °C).
Pour la période 1971-2000, la température annuelle moyenne est de 10,3 °C, avec une amplitude thermique annuelle de 15,1 °C. Le cumul annuel moyen de précipitations est de 710 mm, avec 11,9 jours de précipitations en janvier et 9 jours en juillet. Pour la période 1991-2020, la température moyenne annuelle observée sur la station météorologique la plus proche, située sur la commune d'Estrées-Mons à 5 km à vol d'oiseau, est de 11,0 °C et le cumul annuel moyen de précipitations est de 647,5 mm,. Pour l'avenir, les paramètres climatiques de la commune estimés pour 2050 selon différents scénarios d'émission de gaz à effet de serre sont consultables sur un site dédié publié par Météo-France en novembre 2022.
| Mois                                  | jan.           | fév.             | mars           | avril           | mai           | juin          | jui.           | août           | sep.          | oct.          | nov.            | déc.           | année      |
| ------------------------------------- | -------------- | ---------------- | -------------- | --------------- | ------------- | ------------- | -------------- | -------------- | ------------- | ------------- | --------------- | -------------- | ---------- |
| Température minimale moyenne (°C)     | 1,3            | 1,4              | 3,3            | 5,1             | 8,5           | 11,2          | 13             | 13             | 10,4          | 7,8           | 4,5             | 1,9            | 6,8        |
| Température moyenne (°C)              | 3,7            | 4,3              | 7,3            | 10,1            | 13,6          | 16,4          | 18,7           | 18,6           | 15,5          | 11,6          | 7,3             | 4,3            | 11         |
| Température maximale moyenne (°C)     | 6,1            | 7,2              | 11,2           | 15,1            | 18,6          | 21,6          | 24,4           | 24,3           | 20,5          | 15,4          | 10,1            | 6,6            | 15,1       |
| Record de froid (°C) date du record   | −15,8 07.01.09 | −12,7 07.02.1991 | −10,2 13.03.13 | −3,3 21.04.1991 | −1 07.05.1997 | 1,5 05.06.12  | 4,6 11.07.1993 | 4,6 29.08.1989 | 0,7 30.09.18  | −4,8 29.10.03 | −9,1 24.11.1998 | −12,5 18.12.10 | −15,8 2009 |
| Record de chaleur (°C) date du record | 14,7 09.01.15  | 18,6 26.02.19    | 24 31.03.21    | 27 20.04.18     | 30,9 28.05.17 | 34,9 18.06.22 | 41,9 25.07.19  | 38,4 12.08.03  | 34,4 15.09.20 | 27,6 01.10.11 | 19,8 07.11.15   | 16,6 07.12.00  | 41,9 2019  |
| Précipitations (mm)                   | 49,6           | 43,8             | 45,8           | 37,1            | 58,8          | 59,8          | 56,6           | 65,2           | 51,3          | 58,2          | 57,9            | 63,4           | 647,5      |

## Urbanisme

### Typologie
Au 1er janvier 2024, Buire-Courcelles est catégorisée commune rurale à habitat dispersé, selon la nouvelle grille communale de densité à sept niveaux définie par l'Insee en 2022.
Elle est située hors unité urbaine. Par ailleurs la commune fait partie de l'aire d'attraction de Péronne, dont elle est une commune de la couronne,. Cette aire, qui regroupe 52 communes, est catégorisée dans les aires de moins de 50 000 habitants,.

### Occupation des sols
L'occupation des sols de la commune, telle qu'elle ressort de la base de données européenne d'occupation biophysique des sols Corine Land Cover (CLC), est marquée par l'importance des territoires agricoles (80 % en 2018), une proportion identique à celle de 1990 (80 %). La répartition détaillée en 2018 est la suivante : 
terres arables (76,2 %), forêts (13,8 %), prairies (3,6 %), zones urbanisées (3,2 %), zones industrielles ou commerciales et réseaux de communication (2,9 %), zones agricoles hétérogènes (0,2 %). L'évolution de l'occupation des sols de la commune et de ses infrastructures peut être observée sur les différentes représentations cartographiques du territoire : la carte de Cassini (XVIIIe siècle), la carte d'état-major (1820-1866) et les cartes ou photos aériennes de l'IGN pour la période actuelle (1950 à aujourd'hui).

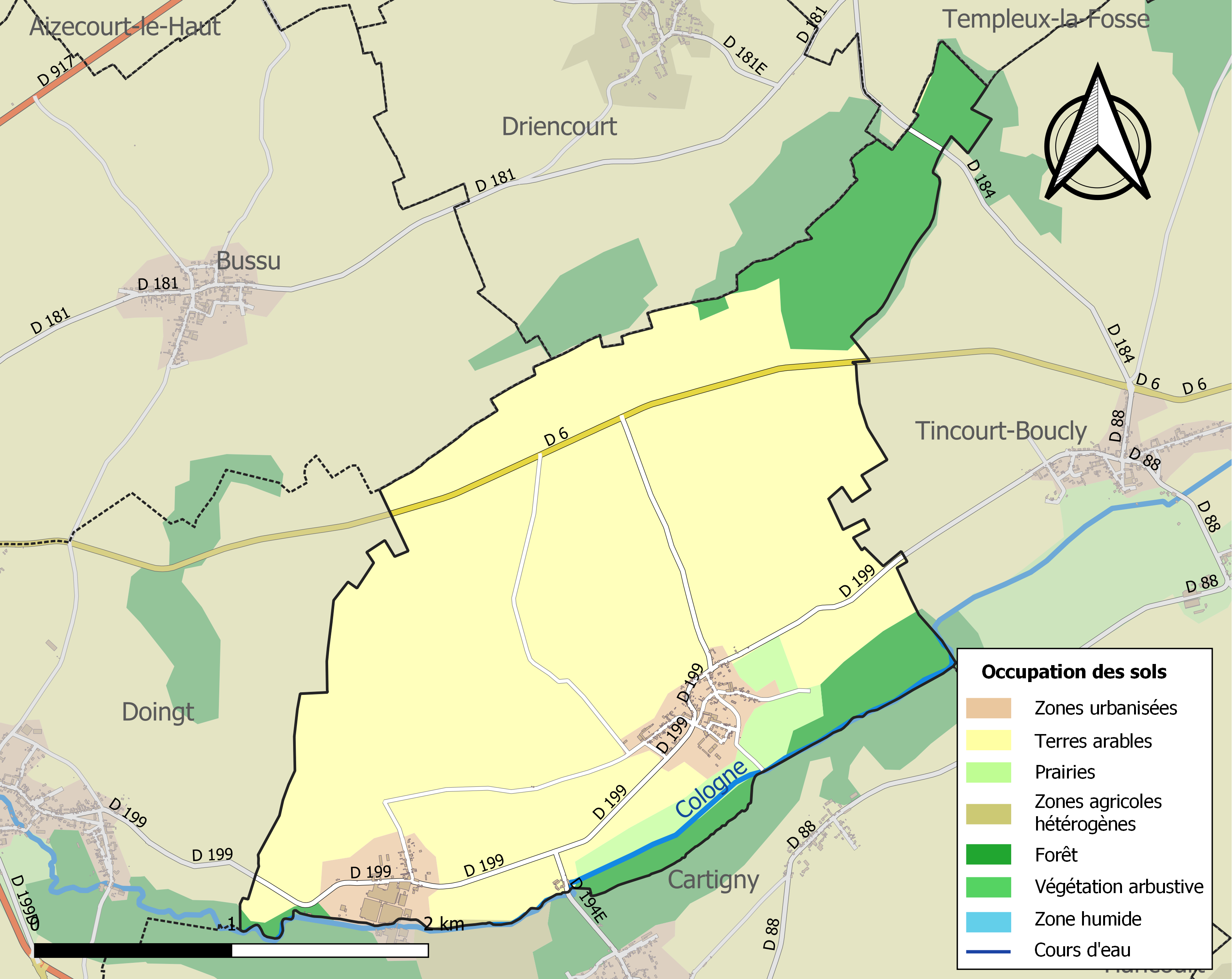
Carte des infrastructures et de l'occupation des sols de la commune en 2018 (CLC).

### Voies de communication et transports
La localité est desservie par les autocars du réseau inter-urbain Trans'80, Hauts-de-France (ligne no 49, Péronne - Roisel - Saint-Quentin).

## Toponymie
Buire est attesté sous les formes Buriacum en 1044 ; Buicieriæ en 1080 ; Buires en 1102 ; Buri en 1221 ; Bruyres en 1399 ; Buyres en 1416 ; Buirres en 1567 ; Buire en 1573 ; Buire et Courcelle en 1763 ; Bruieres en 1787 ; Buire-Courcelles en 1850.

Buire semble reproduire un Buria, formé sur le vieux haut-allemand bûr : « hutte , habitation », du germanique burja, qui signifie « cabane » (puis sans doute hameau).
Courcelles : ce hameau a constitué une commune éphémère à la Révolution, puis a été rattaché à Buire vers 1794.

Courcelles est attesté sous les formes Curticella en 950 ; Curticulæ en 980 ; Curticulus en 980 ; Curcelli en 1044 ; Curtioli en 1073 ; Corcellæ en 11.. ; Curtelles en 1148 ; Corceles en 1174 ; Corcelles en 1214 ; Courcheles en 1295 ; Courcelles en 1567 ; Courcelle en 1733.

## Histoire

### Première Guerre mondiale
Les Allemands transforment la Lainière de Picardie, usine locale, en hôpital militaire. Le village, base arrière, comptera jusqu'à 10 000 habitants pendant cette période troublée.

## Politique et administration

### Liste des maires

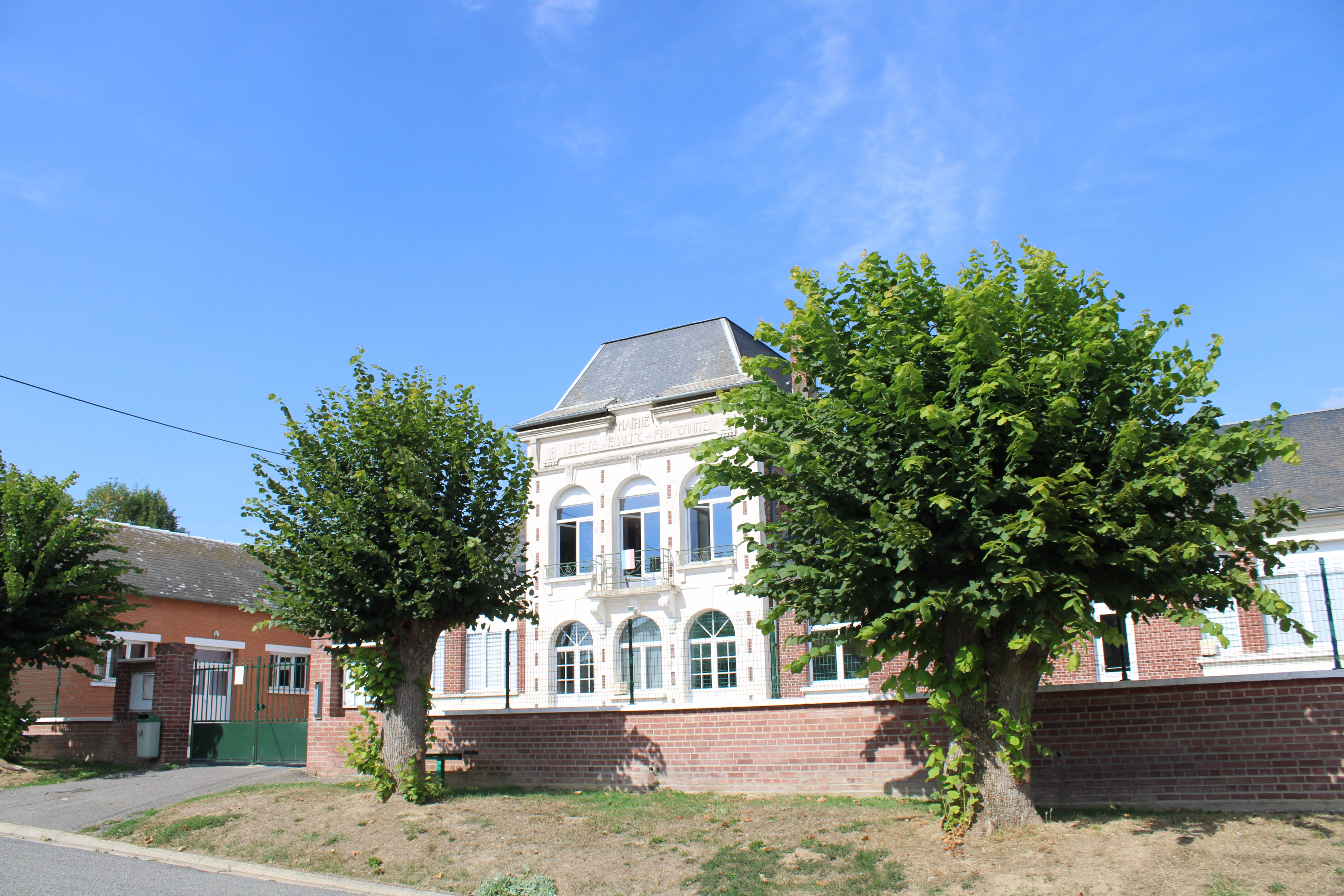
La mairie.

| Période                                  | Période                       | Identité           | Étiquette | Qualité                                                 |
| ---------------------------------------- | ----------------------------- | ------------------ | --------- | ------------------------------------------------------- |
| Les données manquantes sont à compléter. |                               |                    |           |                                                         |
| mars 1971                                | juin 1995                     | Michel Blondé      |           | Agriculteur Président du SIVOM de Péronne (1977 → 1995) |
| juin 1995                                | mars 2008                     | Jean-Louis Lamotte |           |                                                         |
| mars 2008                                | 2014                          | Benoît Blondé      | EXG       |                                                         |
| 2014                                     | juillet 2020                  | Julie Pelletier    |           |                                                         |
| juillet 2020                             | En cours (au 10 juillet 2020) | David Hé           |           |                                                         |

### Politique environnementale
- Ville fleurie : une fleur est attribuée en 2007 par le Conseil des Villes et Villages Fleuris de France au Concours des villes et villages fleuris[25].

## Population et société

### Démographie
L'évolution du nombre d'habitants est connue à travers les recensements de la population effectués dans la commune depuis 1793. Pour les communes de moins de 10 000 habitants, une enquête de recensement portant sur toute la population est réalisée tous les cinq ans, les populations de référence des années intermédiaires étant quant à elles estimées par interpolation ou extrapolation. Pour la commune, le premier recensement exhaustif entrant dans le cadre du nouveau dispositif a été réalisé en 2007.

En 2022, la commune comptait 219 habitants, en évolution de −7,98 % par rapport à 2016 (Somme : −1,26 %, France hors Mayotte : +2,11 %).
| 1793 | 1800 | 1806 | 1821 | 1831 | 1836 | 1841 | 1846 | 1851 |
| ---- | ---- | ---- | ---- | ---- | ---- | ---- | ---- | ---- |
| 336  | 287  | 406  | 402  | 438  | 495  | 499  | 487  | 493  |

| 1856 | 1861 | 1866 | 1872 | 1876 | 1881 | 1886 | 1891 | 1896 |
| ---- | ---- | ---- | ---- | ---- | ---- | ---- | ---- | ---- |
| 492  | 491  | 489  | 505  | 518  | 466  | 486  | 525  | 467  |

| 1901 | 1906 | 1911 | 1921 | 1926 | 1931 | 1936 | 1946 | 1954 |
| ---- | ---- | ---- | ---- | ---- | ---- | ---- | ---- | ---- |
| 459  | 414  | 441  | 303  | 298  | 254  | 303  | 295  | 283  |

| 1962 | 1968 | 1975 | 1982 | 1990 | 1999 | 2006 | 2007 | 2012 |
| ---- | ---- | ---- | ---- | ---- | ---- | ---- | ---- | ---- |
| 286  | 302  | 316  | 291  | 283  | 284  | 260  | 257  | 242  |

| 2017 | 2022 | - | - | - | - | - | - | - |
| ---- | ---- | - | - | - | - | - | - | - |
| 234  | 219  | - | - | - | - | - | - | - |

### Enseignement
Les communes de Cartigny et Buire-Courcelles gèrent l'enseignement primaire au sein d'un regroupement pédagogique intercommunal.

## Économie
En 2019, Lainière de Picardie BC emploie 200 personnes dans la fabrication annuelle de 50 millions de m² d'entoilage tricoté. C'est le leader mondial dans ce domaine.

## Culture locale et patrimoine

### Lieux et monuments
- Église Saint-Martin, toute en brique. Elle a été reconstruite après la Première Guerre mondiale. Saint Martin est évoqué sur le tympan du portail.
- Château de Buire, construit en 1748. Il n'existe plus.
- Les moulins de Binard.

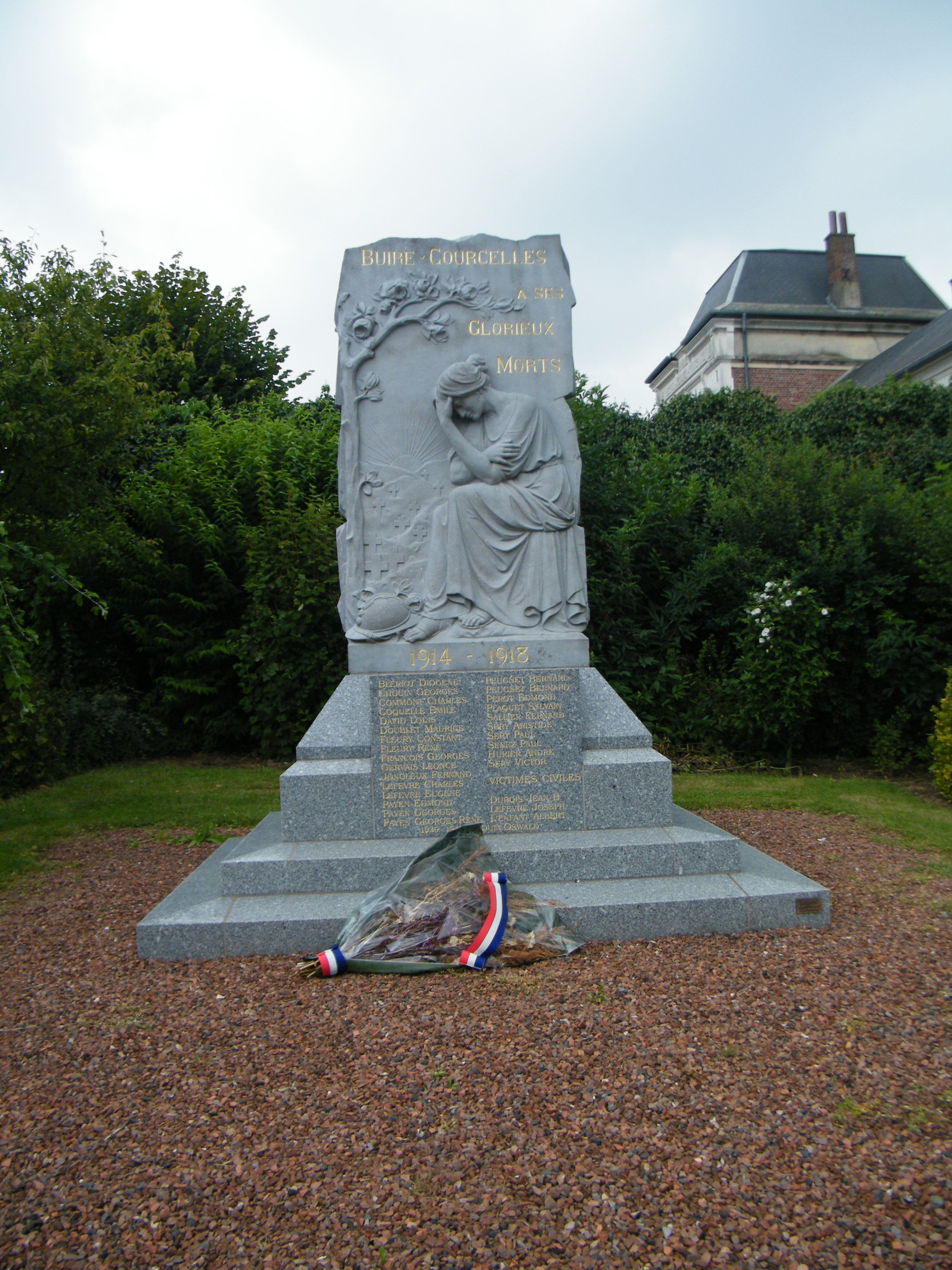
Monument aux morts.
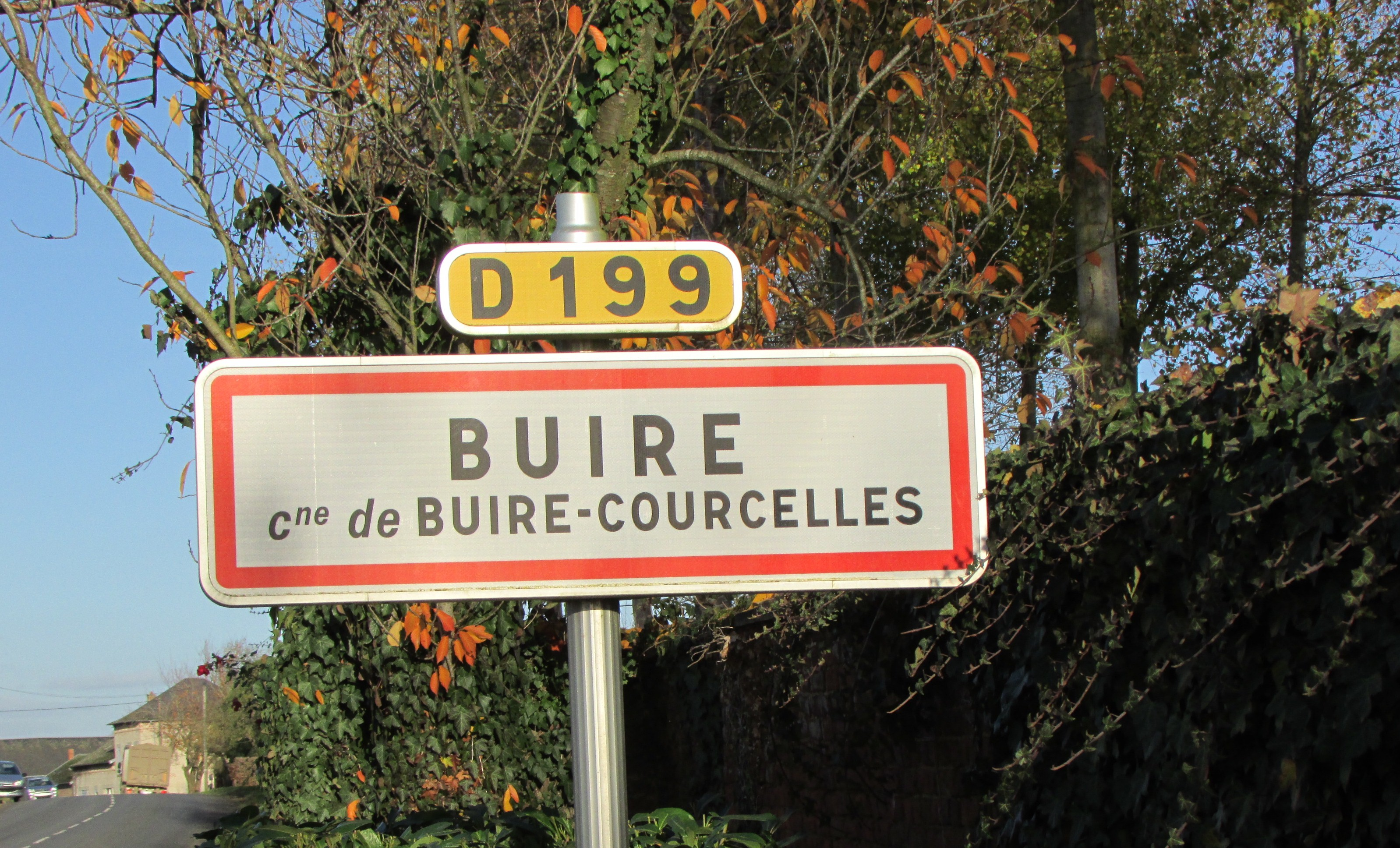
Entrée de Buire.
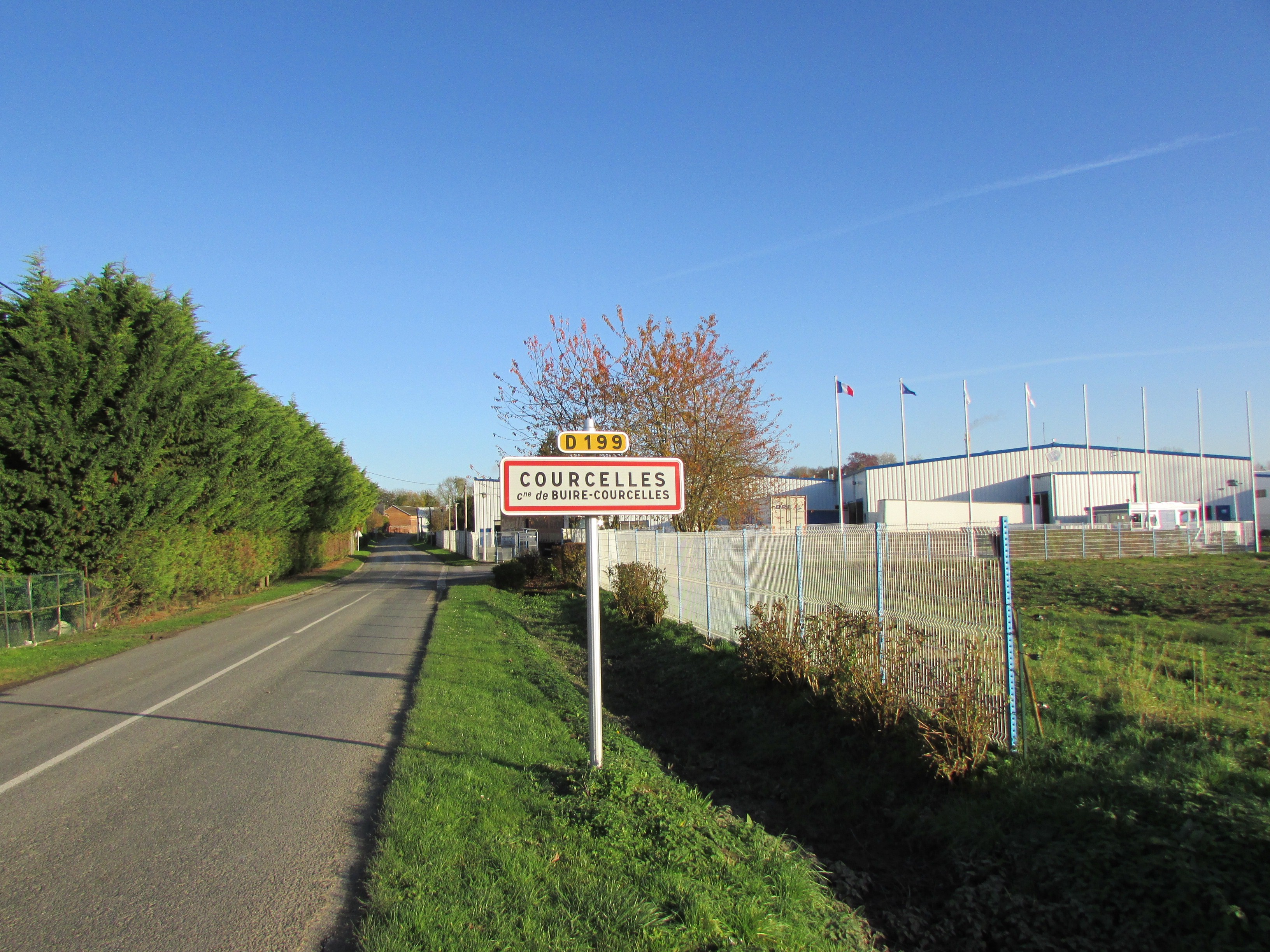
Entrée de Courcelles.
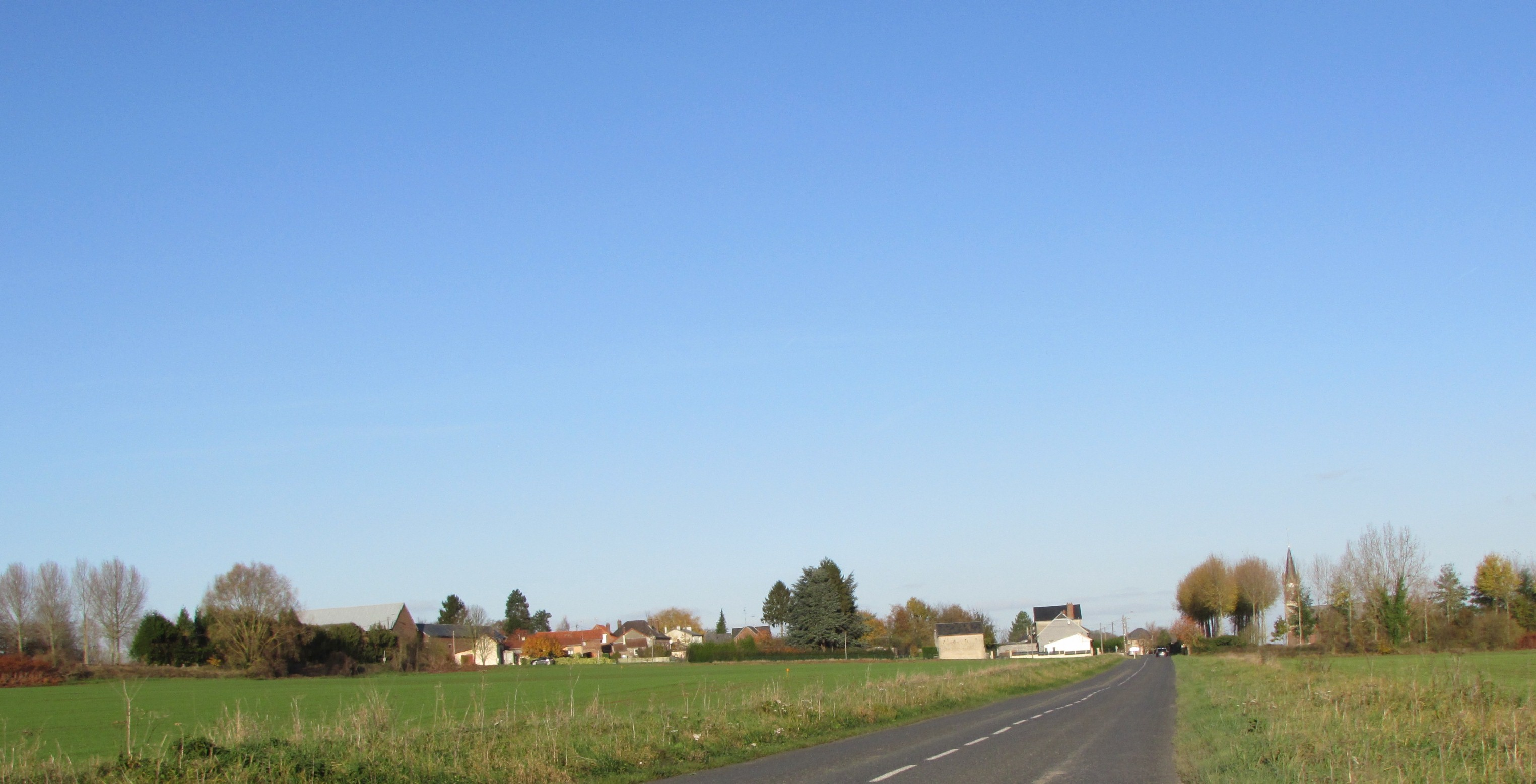
Vue générale de Buire.
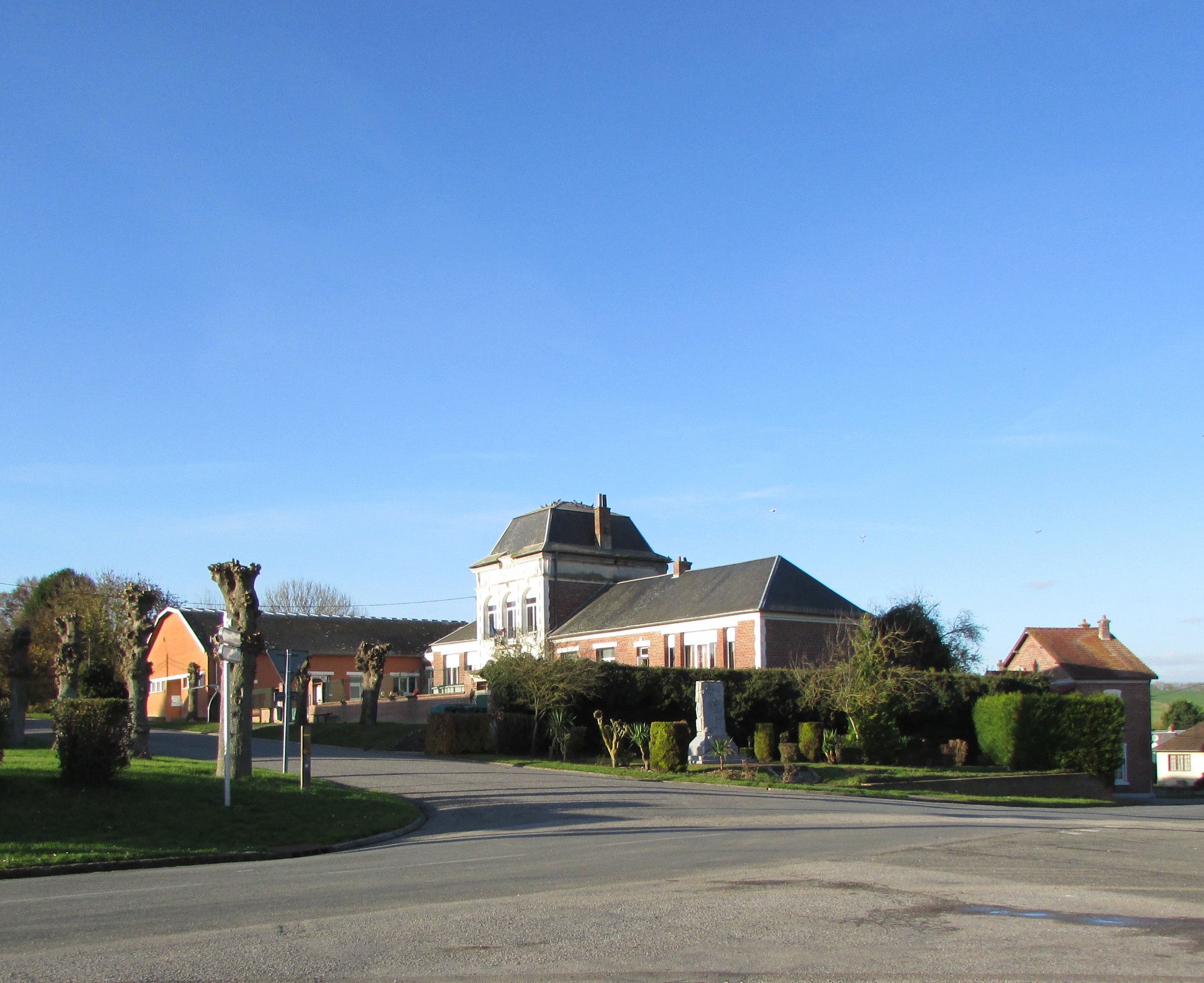
La place de Buire.

### Personnalités liées à la commune
- Victor Commont, préhistorien, né le 28 juin 1866 à Buire-Courcelles ;
- Yoland Lévèque, champion d'Europe de boxe anglaise, vécut à Buire-Courcelles.

## Pour approfondir